# Milatovac, Žagubica
Milatovac (izvirno srbsko Милатовац) je naselje v Srbiji, ki upravno spada pod Občino Žagubica; slednja pa je del Braničevskega upravnega okraja.

## Demografija
V naselju živi 700 polnoletnih prebivalcev, pri čemer je njihova povprečna starost 46,1 let (44,2 pri moških in 48,0 pri ženskah). Naselje ima 254 gospodinjstev, pri čemer je povprečno število članov na gospodinjstvo 3,26.
To naselje je, glede na rezultate popisa iz leta 2002, večinoma srbsko.
|  |

| Demografija | Demografija     | Demografija     |
| Leto        | Št. prebivalcev | Št. prebivalcev |
| ----------- | --------------- | --------------- |
|             |                 |                 |
|             |                 |                 |
|             |                 |                 |
|             |                 |                 |
| 1948        | 1120            |                 |
| 1953        | 1210            |                 |
| 1961        | 1187            |                 |
| 1971        | 1119            |                 |
| 1981        | 1029            |                 |
| 1991        | 872             | 818             |
| 2002        | 912             | 828             |
|             |                 |                 |

| Etnična sestava po popisu iz leta 2002 | Etnična sestava po popisu iz leta 2002 | Etnična sestava po popisu iz leta 2002 | Etnična sestava po popisu iz leta 2002 | Etnična sestava po popisu iz leta 2002 |
| -------------------------------------- | -------------------------------------- | -------------------------------------- | -------------------------------------- | -------------------------------------- |
| Srbi                                   | Srbi                                   |                                        | 802                                    | 96,85%                                 |
| Vlahi                                  | Vlahi                                  |                                        | 9                                      | 1,08%                                  |
| Makedonci                              | Makedonci                              |                                        | 1                                      | 0,12%                                  |
| Jugoslovani                            | Jugoslovani                            |                                        | 1                                      | 0,12%                                  |
| Neznano                                | Neznano                                |                                        | 6                                      | 0,72%                                  |